# Silbermond
Silbermond („Stříbrný měsíc“) je německá hudební skupina zaměřená na pop rock.
Byla založena v Budyšíně v roce 2000. Její členové Stefanie Kloß, Andreas Nowak, Johannes Stolle a Thomas Stolle se seznámili v kroužku Tensing. Skupinu původně nazvali JAST podle svých iniciál a zpívali anglicky, v roce 2002 přijali současný název a přešli na němčinu.
Skupina prodala za svou existenci více než šest milionů nosičů. Píseň „Das Beste“ byla v roce 2006 v čele německé a rakouské hitparády. Silbermond získali v roce 2005 cenu Bravo Otto a v roce 2009 MTV Europe Music Awards.
Členové skupiny se hlásí ke svým lužickosrbským kořenům a podporují iniciativu Laut gegen Nazis. Zúčastnili se také koncertu Live Earth v Hamburku.

## Diskografie
- Verschwende deine Zeit (2004)
- Laut gedacht (2006)
- Nichts passiert (2009)
- Himmel auf (2012)
- Leichtes Gepäck (2015)
- Schritte (2019)